# قسوة على الحيوانات

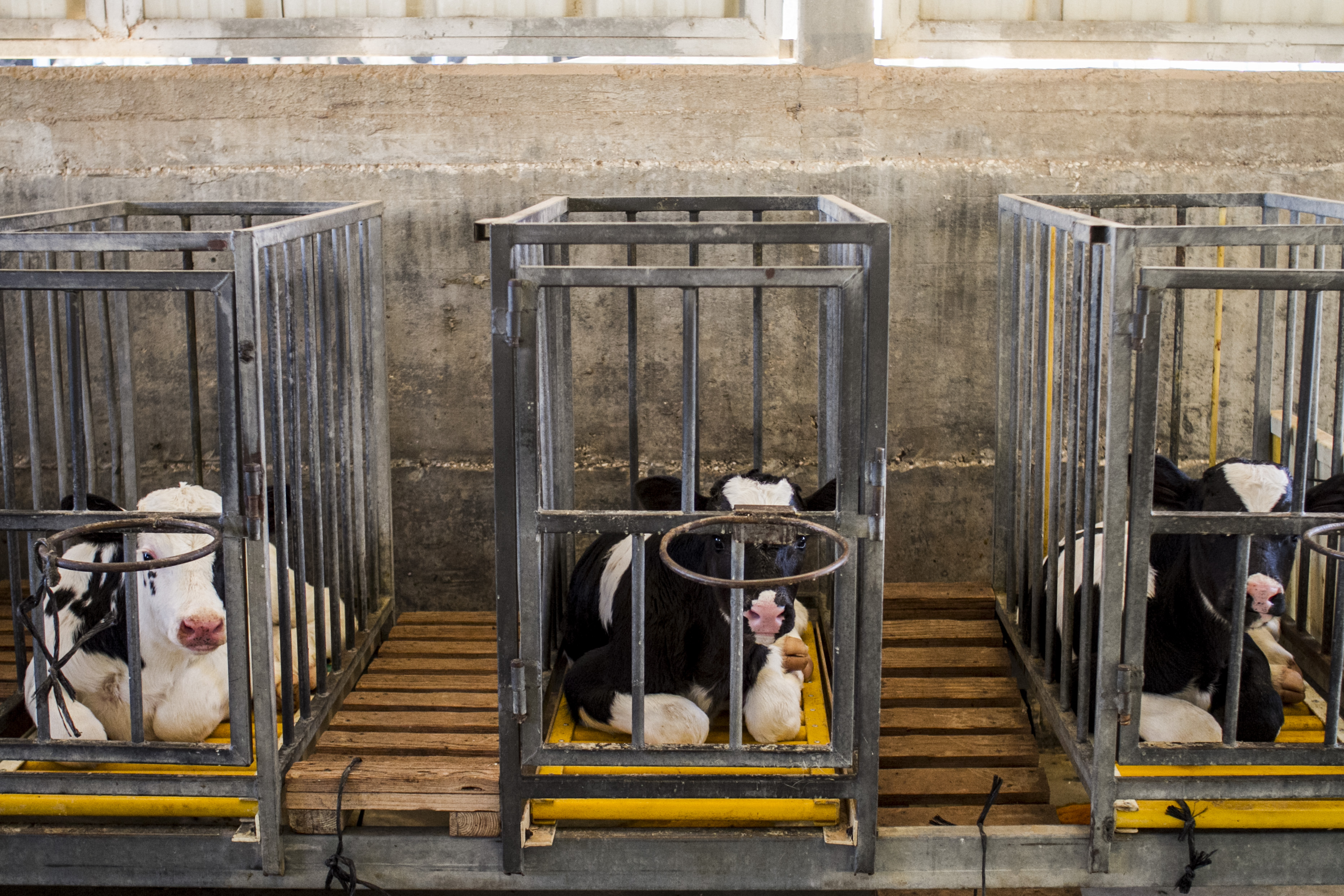
أبقار في أقفاص ضيقة على أحجامها

القسوة على الحيوانات، أو إساءة معاملة الحيوانات، هي فعل إيذاء البشر لأي شيء غير بشري. وفي معنى أضيق، هي التسبب بالالم أو الأذى لتحقيق غرض ما، مثل قتل الحيوانات للطعام أو للحصول على فروها. ويشمل هذا المصطلح إيذاء الحيوانات فقط للمتعة ودون أي سبب، ويطلق على هذا الفعل اسم «السادية ضد الحيوانات».
هناك الكثير من القوانين المتشعبة بخصوص القسوة على الحيوانات حول العالم. مثلا، بعض القوانين تتحكم بأساليب قتل الحيوانات لغرض الحصول على الطعام، أو الملابس، أو منتجات أخرى. وبعض القوانين الأخرى تتحكم بإبقاء الحيوانات لغرض الترفيه، أو التعليم، أو كحيوانات أليفة.
بعض من هذا القوانين ينص على أنه لا مشكلة من قتل الحيوانات لغرض ما، بشرط أن تقتل باقل معاناة ممكنة.

## التعريف ووجهات النظر
على مر التاريخ، كان بعض الأفراد، مثل ليوناردو دافينشي مثلًا، الذي اشترى ذات مرة طيورًا في أقفاص من أجل إطلاق سراحها، قلقًا بشأن قضية القسوة على الحيوانات. تسجل دفاتره أيضًا غضبه من حقيقة أن البشر استغلوا هيمنتهم في تربية الحيوانات لذبحها. وفقًا للفيلسوف المعاصر نايجل واربرتون، كانت النظرة السائدة في معظم التاريخ البشري هي أن الحيوانات وُجدت ليتصرف بها البشر كما يشاؤوا. يؤكد عالم الاجتماع ديفيد نيبرت أن عملية الاستئناس زادت بشكل كبير من استغلال البشر للحيوانات، خاصةً في أوراسيا. لم يقتصر هذا الاستغلال على العنف الجسدي المباشر، بل شمل أيضًا العنف الهيكلي إذ أدى اضطهادهم واستعبادهم المنهجي «إلى عدم قدرتهم على تلبية احتياجاتهم الأساسية وفقدانهم حق تقرير المصير وفقدانهم فرصة العيش بطريقة طبيعية». يقول أيضًا إن بقايا الحيوانات المستأنسة منذ آلاف السنين التي عُثر عليها خلال الحفريات الأثرية كشفت عن العديد من الحالات المرضية العظمية، ما يقدم دليلًا على التعذيب الشديد:
كشفت الحفريات التي تعود إلى عام 8500 قبل الميلاد عن تشوهات في عظام الماعز والأبقار المستعبدة وقدمت «بعض المؤشرات على الإجهاد، ويفترض أن ذلك يُعزى إلى الظروف التي كانت تُربى فيها هذه الحيوانات المستأنسة المبكرة». تُظهر بقايا الأغنام والماعز من العصر البرونزي المبكر انخفاضًا ملحوظًا في سماكة العظام، ما يعكس نقص الكالسيوم «الناتج عن الآثار المجتمعة للتغذية السيئة والحلب المكثف».
روجت العديد من التقاليد الدينية للرفق بالحيوان مفهومًا هامًا أو أساسيًا، وشجعت على النباتية أو الخضرية. من الأمثلة على ذلك البوذية والجاينية والهندوسية (مع اعتبار بعض الحيوانات مقدسة)، وبعض أشكال اليهودية (العديد من اليهود الأرثوذكس لا يرتدون الجلود).

## الأشكال
يمكن تقسيم القسوة على الحيوانات إلى فئتين رئيسيتين: القسوة الإيجابية والقسوة السلبية. تتجسد القسوة السلبية في حالات الإهمال، إذ تكون القسوة عبارة عن عدم الفعل وليس الفعل نفسه. غالبًا ما تكون القسوة السلبية على الحيوان عرضية ناجمة عن الجهل. في العديد من حالات الإهمال التي يعتقد فيها المحقق أن القسوة حدثت عن جهل، قد يحاول المحقق توعية صاحب الحيوان الأليف، ثم يعاود النظر في الموقف. في الحالات الأشد خطورة، قد تتطلب الظروف الطارئة نقل الحيوان للرعاية البيطرية.

### صناعة الفراء
يقترح نشطاء الرفق بالحيوان فرض حظر كامل على إنتاج الفراء بسبب المعاناة التي تلحق بالحيوانات، وخاصةً حيوان المنك. اقتُرح أن إنتاج الفراء عمل غير أخلاقي لأن ملابس الفراء من السلع الفاخرة. حيوانات المنك هي حيوانات انفرادية وإقليمية؛ ولكن في مزارع الفراء، تُربى في أقفاص وتُسلخ بعد قتلها إما بكسر رقابها أو باستخدام الغاز القاتل.

### الصلة المزعومة بالعنف البشري والاضطرابات النفسية
هناك دراسات توفر أدلة على وجود صلة بين القسوة على الحيوانات والعنف تجاه البشر. وجدت دراسة أجريت عام 2009 أن العمل في المسالخ يزيد من معدلات الاعتقال الإجمالية والاعتقالات بسبب جرائم العنف والاغتصاب وجرائم جنسية أخرى مقارنةً بالصناعات الأخرى. وجدت دراسة استقصائية وطنية كبيرة أجراها المركز النرويجي لدراسات العنف والإجهاد الناتج عن الصدمات النفسية «تداخلًا كبيرًا بين إساءة معاملة الحيوانات وإساءة معاملة الأطفال» وأن القسوة على الحيوانات «كثيرًا ما تتزامن مع الإساءة النفسية وأشكال أقل حدة من الإساءة البدنية للأطفال».
يُعتبر تاريخ تعذيب الحيوانات الأليفة والصغيرة، وهو سلوك يُعرف بـ«السادية ضد الحيوان» أحد العلامات المرتبطة ببعض الاضطرابات النفسية، بما في ذلك اضطراب الشخصية المعادية للمجتمع، المعروف أيضًا باضطراب الشخصية السيكوباثية. وفقًا لصحيفة ذا نيويورك تايمز «وجد مكتب التحقيقات الفيدرالي أن تاريخ القسوة تجاه الحيوانات هو أحد السمات التي تظهر بانتظام في سجلاته الحاسوبية للمغتصبين والقتلة المتسلسلين، بالإضافة إلى أن دليل التشخيص والعلاج القياسي للاضطرابات النفسية والعاطفية يُدرج القسوة تجاه الحيوانات معيارًا تشخيصيًا لاضطرابات السلوك». «وأظهر استطلاع لمرضى نفسيين قاموا مرارًا بتعذيب الكلاب والقطط أن جميعهم أظهروا مستويات عالية من العدوانية تجاه البشر أيضًا، بما في ذلك مريض واحد قتل طفلًا صغيرًا». درس روبرت ك. ريسلر، وهو عميل في وحدة العلوم السلوكية التابعة لمكتب التحقيقات الفيدرالي، القتلة المتسلسلين ولاحظ: «غالبًا ما يبدأ القتلة مثل (جيفري دامر) بقتل الحيوانات وتعذيبها في طفولتهم».
قد تكون أفعال القسوة المتعمدة على الحيوانات أو الإصابات غير العرضية مؤشرات على وجود مشاكل نفسية خطيرة. وفقًا للجمعية الأمريكية للرفق بالحيوانات، تشمل 13% من حالات إساءة معاملة الحيوانات المتعمدة عنفًا منزليًا. أفادت 71% من النساء اللاتي يمتلكن حيوانات أليفة ويلتمسن المأوى في بيوت آمنة بأن شركائهن قد هددوا و/أو آذوا أو قتلوا واحدًا أو أكثر من حيواناتهن الأليفة؛ وأفادت 32% من هؤلاء النساء بأن واحدًا أو أكثر من أطفالهن قد آذوا أو قتلوا حيوانًا أليفًا أيضًا. ذكرت النساء اللاتي تعرضن لعنف الأسري أنهن يترددن في ترك المعتدين عليهن لأنهن يخشين مما سيحدث للحيوانات في غيابهن. تستخدم إساءة معاملة الحيوانات أحيانًا شكلًا من أشكال الترهيب في النزاعات المنزلية.

### الطقوس الثقافية
في كثير من الأحيان، عندما يتم القبض على الفيلة الآسيوية في تايلاند، يستخدم المدربون أسلوبًا يُعرف باسم الضغط التدريبي، إذ «يستخدم المدربون الحرمان من النوم والجوع والعطش «لتحطيم» روح الفيلة وإخضاعها لأصحابها»؛ وبالإضافة إلى ذلك، يقوم المدربون بإدخال مسامير في آذان الفيلة وأقدامها.

### الحروب
الحيوانات العسكرية هي مخلوقات استغلها الإنسان لاستخدامها في الحروب. تعد تطبيقًا محددًا للحيوانات العاملة. تشمل الأمثلة الخيول والكلاب والدلافين. لم يتم التشكيك في استخدام الحيوانات في الحرب إلا في الآونة الأخيرة فقط، وقد تُنتقد حاليًا ممارسات مثل استخدام الحيوانات في القتال، أو استخدامها قنابل حية أو لأغراض التجارب العسكرية (كما حدث في أثناء تجارب بيكيني الذرية) لكونها قاسية.
صرحت الأميرة آن الملكية، راعية النصب التذكاري البريطاني للحيوانات في الحرب، أن الحيوانات تتكيف مع ما يريده البشر منها، لكنها لن تفعل أشياء لا تريدها، حتى مع التدريب. تم إحياء ذكرى مشاركة الحيوانات في الصراع البشري في المملكة المتحدة في عام 2004 بإقامة نصب تذكاري للحيوانات في الحرب في حديقة هايد بارك، لندن.
في عام 2008، انتشر مقطع فيديو لجندي من مشاة البحرية الأمريكية وهو يرمي جروًا من فوق منحدر في أثناء الصراع في العراق وأصبح ظاهرة على الإنترنت وجذب انتقادات واسعة النطاق لكونه عملًا وحشيًا.